# Lucas Obes
Lucas José Obes (Buenos Aires, 1782 - Niterói, noviembre de 1838) fue un político uruguayo de origen argentino, de activa participación durante la primera década posterior a la independencia uruguaya.
Hijo de Miguel Obes y Campins y María Plácida Álvarez Márquez. Casado en 1815 con Ignacia Blanco Penela.

## Biografía
Estudió en Buenos Aires y en el Colegio de Monserrat de Córdoba. Se recibió de abogado y terminó sus estudios en Madrid.
Regresó al Río de la Plata en 1804 y se instaló en Montevideo. Formó entre los directores de la Junta de Montevideo de 1808, dirigida por Francisco Javier de Elío.
Cuando arribó el virrey Cisneros, que disolvió la Junta, pasó con él a Buenos Aires. Allí fue asesor del virrey y también estuvo en contacto con Mariano Moreno, tanto antes como después de la Revolución de Mayo.
Volvió en diciembre de 1810 a Montevideo, donde el gobernador Gaspar de Vigodet lo hizo arrestar por partidario de la Junta de Buenos Aires. Cuando Elío asumió el mando en Montevideo, lo envió prisionero a España; tras un accidentado viaje en el que pasó por Río de Janeiro, Cuba y las islas Canarias, terminó por radicarse en Londres.
Regresó a la Banda Oriental en 1814, y –tras un efímero paso por las filas de los federales de José Artigas– tomó partido por el Directorio. Fue empleado del general Ignacio Álvarez Thomas y de su cuñado, el ministro Nicolás Herrera. Formó entre los funcionarios que recibieron al general invasor portugués Carlos Federico Lecor en Montevideo, y fue funcionario de su gobierno.
Regresó a Buenos Aires en 1821, como consecuencia de la crisis desatada por la Independencia de Brasil, y se dedicó a la abogacía particular, aunque fue notoriamente partidario del ministro Bernardino Rivadavia. Apoyó la campaña y cruzada libertadora de los Treinta y Tres Orientales con que se inició la Guerra del Brasil y el proceso de la independencia del Uruguay. En 1826, como resultado de un incidente poco claro, pasó varios meses preso.
Al salir en libertad pasó a Montevideo, donde ocupó el cargo de fiscal general. Apoyó entusiastamente la independencia uruguaya y fue ministro de hacienda de los gobiernos de Juan Antonio Lavalleja durante el Gobierno de la Florida, y de José Rondeau durante la Asamblea General Constituyente.
Al asumir la presidencia Fructuoso Rivera tras la Jura de la Constitución en 1830, fue su ministro de gobierno e integró el grupo de gran influencia en su gobierno, llamado "Los cinco hermanos" compuesto por Obes junto a sus cuatro cuñados Nicolás Herrera, José Longinos Ellauri, Julián Álvarez y Juan Andrés Gelly.
Se hizo famoso por la demolición de todas las murallas y fortificaciones de Montevideo. En 1833 pasó a ser ministro de relaciones exteriores, hasta el año 1835, destacándose por sus cordiales relaciones con el Imperio del Brasil.
En 1836 apoyó el golpe de Estado de Rivera contra el presidente Manuel Oribe, informando a las fuerzas rebeldes coloradas todo lo que ocurría en la capital, y solicitando ayuda al gobierno brasileño para los revolucionarios colorados: Oribe terminó por expulsarlo del país.
Vivió sus últimos años en Niterói, frente a Río de Janeiro –cruzando la Bahía de Guanabara– donde falleció en 1838.